# Wicken Bonhunt
Wicken Bonhunt är en by och en civil parish i Uttlesford i Essex i England. Orten har 233 invånare (2001).